# 克廖波夫卡农村居民点
克廖波夫卡农村居民点（俄语：Клёповское сельское поселение）是俄罗斯联邦沃罗涅日州布图尔利诺夫卡区所属的一个农村居民点。其下辖有1个居民点，行政中心为克廖波夫卡。据2016年统计，该农村居民点的人口为2200人。